# Siedliszcze
Siedliszcze – miasto w województwie lubelskim, w powiecie chełmskim, siedziba gminy miejsko-wiejskiej Siedliszcze. Według danych GUS z 31 grudnia 2019 r. Siedliszcze liczyło 1431 mieszkańców. Miasto położone jest w dawnej ziemi chełmskiej.

## Układ przestrzenny i nomenklatura
Współczesne miasto Siedliszcze składa się właściwie z trzech – do końca 2011 roku – odrębnych miejscowości:
- Siedliszcze-Osada (SIMC 0107896) – stanowi obszar dawnego miasta Siedliszcze, zniesionego 10 kwietnia 1821 i przekształconego w tzw. osadę;
- Siedliszcze, inaczej Siedliszcze-Wieś (SIMC 0107850) – dawna wieś, okalająca Siedliszcze-Osadę niczym obwarzanek, a obejmująca w rzeczywistości gęsto zabudowane przedmieścia dawnego miasta (obecne ulice Szpitalna, Chojenicka, Lubelska i Szkolna po ulicę Kasztanową) z otaczającymi je terenami zielonymi;
- Siedliszcze-Kolonia (SIMC 0107880) – dawna kolonia we wschodniej części miasta, stanowiąca słabo zaludniony obszar wzdłuż ulicy Szkolnej, na wschód od ulic Kasztanowej i Długiej.

Dawne granice tych miejscowości są nadal zauważalne w katastrze nieruchomości, gdzie systematyczna numeracja działek nagle przeskakuje ku wyższemu lub niższemu ciągowi numerów. I tak granica Siedliszcza-Osady, począwszy od ulicy Szpitalnej na północnym zachodzie, ciągnie się od gmachu Banku Spółdzielczego ku południu, obejmując cały Cmentarz Żydowski, a następnie ku południu po zachodni wierzchołek działki 145 przy ulicy Chojenieckiej. Odtąd, granica Siedliszcza-Osady biegnie ulicą Chojeniecką na zachód, by skręcić ku południu przy działce 166. Od tego miejsca granica biegnie wzdłuż obszarów zielonych (między działkami o numeracji trój- i czterocyfrowej) do ulicy Lubelskiej. Na wysokości bazaru skręca na wschód do ulicy Sokolec, i stamtąd biegnie już na północ ulicą Sokolec aż po działkę 1253. Od tego miejsca granica skręca na północny zachód, i linią prostą ciąnie się po ulicę Szkolną. Na niewielkim odcinku, po działkę 1232, biegnie ulicą Szkolną na północny wschód, po czym skręca ponownie na północny zachód, gdzie linią prostą dociera do tylnej granicy działki Banku Spółdzielczego. Obszary znajdujące się na zewnątrz od tych granic należały dawniej do wsi Siedliszcze (Siedliszcza-Wsi), oprócz tych na wschód od linii ulic Kasztanowej–Szkolnej–Długiej, które należały do Siedliszcza-Kolonii.
W 1971 roku wieś Siedliszcze-Osada liczyła 485 mieszkańców, wieś Siedliszcze 616 mieszkańców, a kolonia Siedliszcze-Kolonia 170 mieszkańców. Ponadto w latach 1970. Zespół Szkół im. H. Sienkiewicza stanowił odrębną miejscowość o nazwie Siedliszcze-Internat, liczącą w 1971 roku 105 osób, w tym 102 dzieci.
1 stycznia 2012 postanowiono wszystkie trzy miejscowości połączyć. Pod względem administracyjnym wieś Siedliszcze-Osada, jako dawne miasto, stanowiło centrum społeczno-gospodarcze przyszłej miejscowości, i zatem do niego winno przyłączyć wieś Siedliszcze i kolonię Siedliszcze-Kolonia. Jednak aby uniknąć członu Osada w nazwie nowej miejscowości, zdecydowano się włączyć Siedliszcze-Osadę i Siedliszcze-Kolonię do wsi Siedliszcze. W ten sposób nowa miejscowość nazywała się odtąd Siedliszcze, a więc tak jak dawne miasto sprzed 1821. Kiedy Siedliszcze odzyskało prawa miejskie 1 stycznia 2016 roku, nie trzeba było zmieniać nazwy miasta, jak np. w przypadku Czyżewa.
Zabieg ten jest często błędnie interpretowany. Ponieważ współczesne miasto nazywa się Siedliszcze, systemy kartograficzne interpretują położenie części miasta Siedliszcze (a więc dawnej wsi Siedliszcze) w centrum miasta, wokół rynku miejskiego (a więc na obszarze dawnej miejscowości Siedliszcze-Osada). Natomiast nazwę części miasta Siedliszcze-Osada, jako odbiegającą od nazwy miasta, lokują na peryferiach miasta, najczęściej w okolicy ulicy Chojenieckiej. Nie ma to pokrycia z historycznym rozwojem przestrzennym miejscowości.

## Etymologia nazwy
Nazwa Siedliszcze pochodzi od wyrazu siedlisko, siedliszcze oznaczającego siedzibę, plac na którym znajduje się siedziba włościańska z wszystkimi budynkami. Przyrostek – iszcze występuje (według Kazimierza Rymuta) współcześnie w językach wschodniosłowiańskich, spotyka się go na wschodnim pograniczu Polski.

## Historia
Miejscowość wymieniona w dokumentach źródłowych po raz pierwszy w 1396 roku jako „Seliszcze”. W 1456 r. pojawiła się nazwa „Sedliszcze”, w 1564 r. „Siedliscza” Korybutowe, a w 1564 roku „Siedliscza Episcopales”. Osada Siedliszcze odnotowana została w 1839 roku Siedliszcze – Osada i Siedliszcze – Kolonia – 1970 roku.
Nazwa Siedliszcze źródłowo udokumentowana jest ponadto w akcie z 1421 roku uposażającym kościół parafialny w Łyszczu (obecnie Pawłów).
W 1548 r. Siedliszcze otrzymały magdeburskie prawo miejskie. Właścicielami miejscowości byli wówczas dwaj bracia Tomasz i Mikołaj Korybutowiczowie. Nowy ośrodek miejski nazwano „Tomisław” od ich imion – To-(masz) i Mi-(kołaj) z końcówką -sław. Lokacja miała charakter formalny w celu ściągnięcia ludzi wolnych.
W XV wieku Siedliszcze z sąsiednimi wsiami należała do Korybutów (stąd Wola Korybutowa).
W latach 1635–1655, z inicjatywy Jaskólskiego, w folwarku Siedliszcze powstały obok obory, stajni, stodoły i kuźni także piekarnia i browar. Zagospodarowano stawy i sady owocowe na znacznym obszarze. W 1653 roku Stanisław Jaskólski otrzymał od króla Jana Kazimierza wieś Siedliszcze w dzierżawę, a przy folwarku zbudował dwór.
W 1760 r. podstoli chełmski Wojciech Węgliński wyjednał przywilej królewski na założenie miasteczka i jarmarki, stąd datą przełomową w dziejach Siedliszcza jest dzień 26 stycznia 1760 roku.

Wówczas to osada została powtórnie lokowana jako miasto. Akt lokacyjny nadał na ręce właściciela Wojciecha Węglińskiego król August III Sas, wspominając w nim, iż zrobił to za „(...) znaczne jego w Rzeczypospolitej zasługi i odważne przeciwko nieprzyjacielowi przy statecznej nam wierności akcje”. Akt lokacyjny podaje szereg prawach i przywileje, jakie miasto z tej okazji otrzymało.
Tuż po lokacji Siedliszcze liczyło zaledwie „40 dymów, zaś mieszczanie nie zajmowali się w ogóle rolnictwem ani pańszczyzny dworowi nie odrabiali, a jedynie pracując w swych domach czynsz oddawali”. W przywileju wyznaczono m.in. daty 4 jarmarków rocznie – dwóch tygodniowych i dwóch dwuniedzielnych, zwolniono przyjeżdżających na nie kupców od ceł i myt, a dla wszystkich wydano glejt bezpieczeństwa.
W wieku XIX – jak podaje Słownik geograficzny Królestwa Polskiego z roku 1889 – Siedliszcze stanowiły osadę miejską, a także wieś z folwarkiem i dobra w powiecie chełmskim, gminie Siedliszcze, parafii Pawłów. Osada miejska posiada cerkiew prawosławną, synagogę, szkołę początkową, urząd gminy, kasę wkładowo-zaliczkową, fabrykę narzędzi rolniczych (małych rozmiarów), garbarnię, olejarnie, 6 ulic, 110 domów (w tym 4 murowane) zamieszkałych przez 899 mieszkańców (w tym 650 żydów). Istniała tu stacja pocztowa przy drodze bitej z Lublina do Chełma. W osadzie odbywało się 6 jarmarków rocznie. Ludność zajmowała się wyrobem bryczek i sani, sprzedawanych na jarmarkach w Łęcznie.

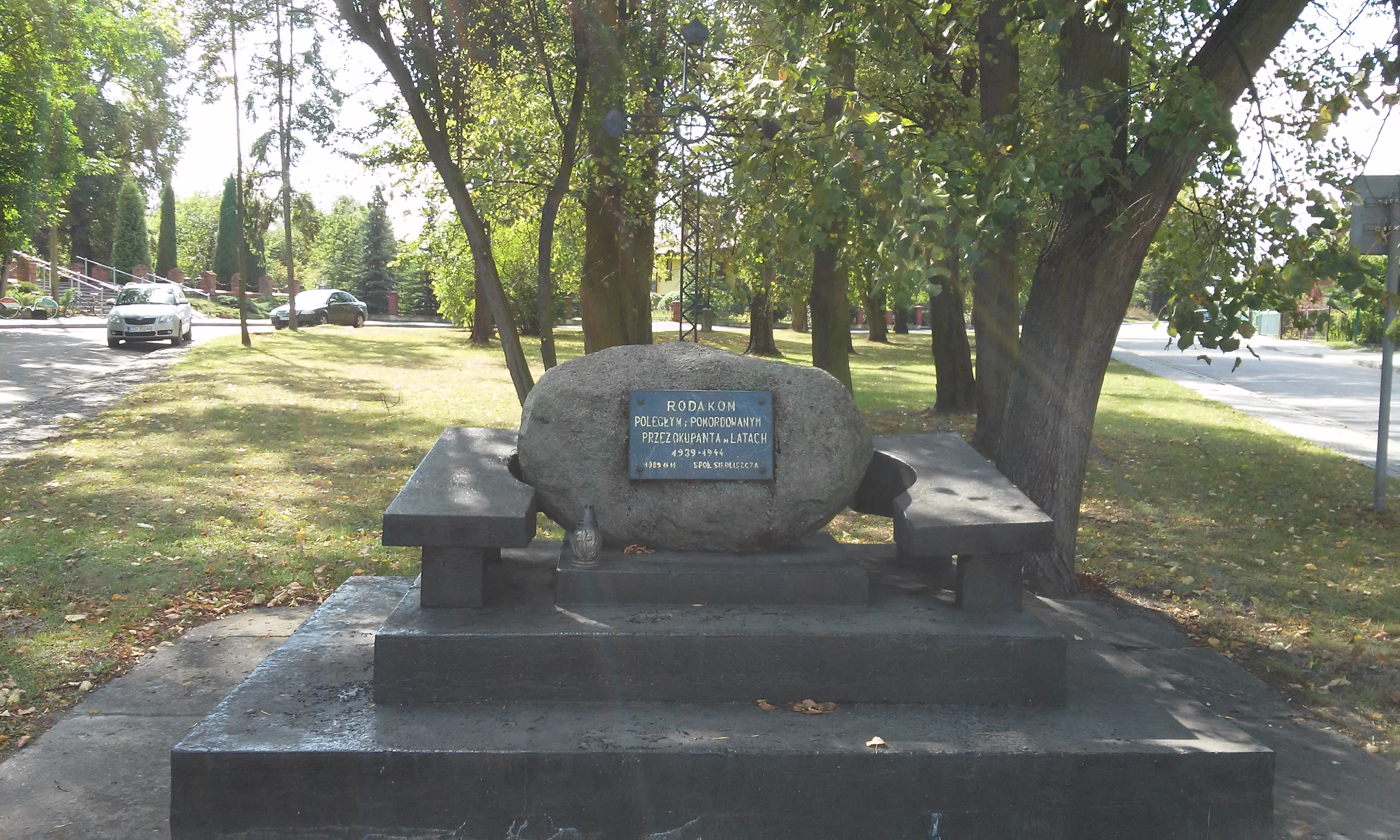
Pomnik przy rynku upamiętniający ofiary okupacji z lat 1939–1944

Prawa miejskie posiadały Siedliszcze do 10 kwietnia 1821 roku. W latach 1975–1998 miejscowość należała administracyjnie do województwa chełmskiego.
1 stycznia 2016 roku Siedliszcze odzyskało prawa miejskie po 195 latach.
Miasto jest siedzibą gminy Siedliszcze.
W Siedliszczu urodzili się Kazimierz Andrzej Jaworski, polski poeta, tłumacz i wydawca oraz Sebastian Kaleta, polski polityk, poseł na Sejm i przewodniczący Komisji do spraw reprywatyzacji nieruchomości warszawskich.

## Turystyka

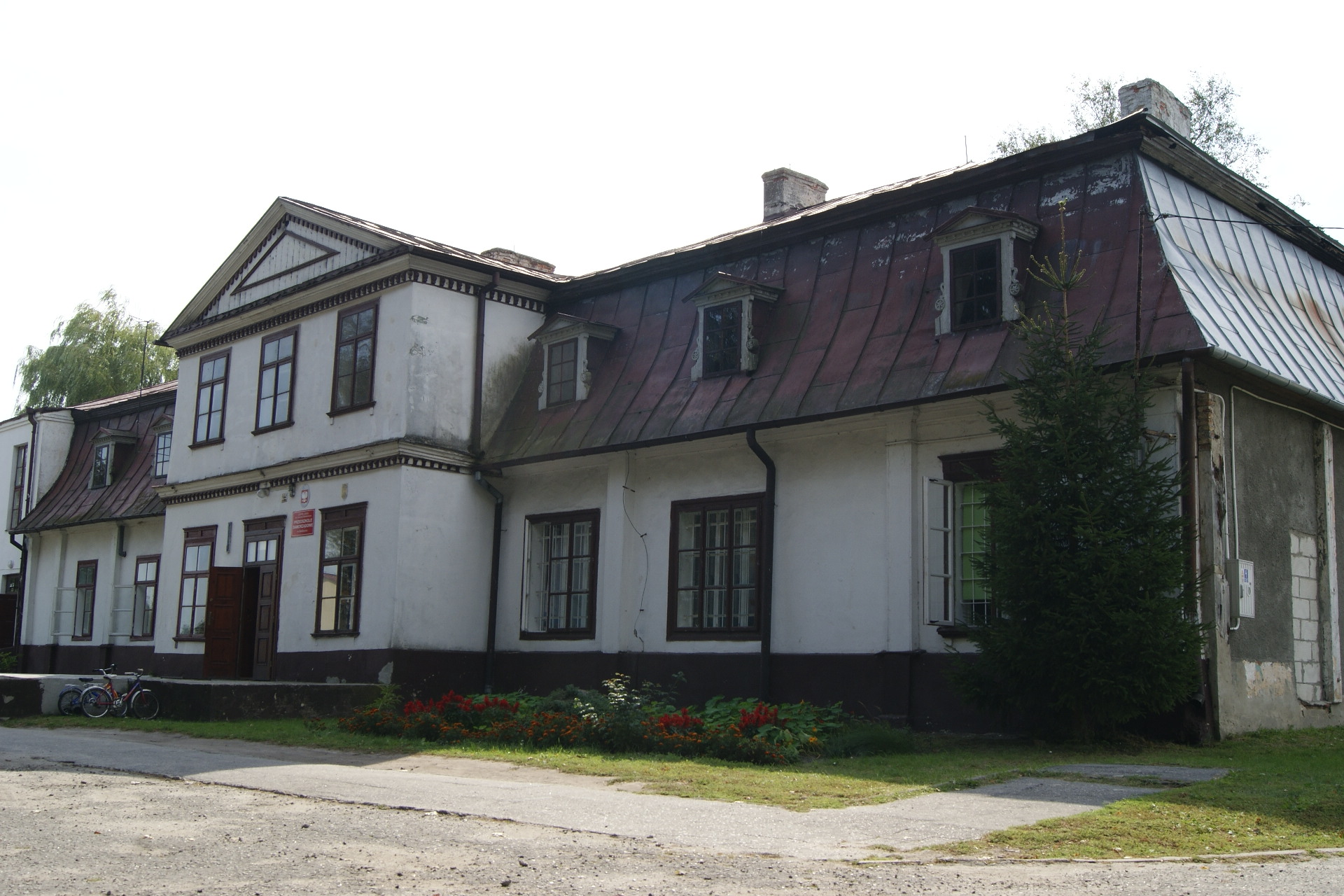
Dwór w Siedliszczu-Kolonii

W miejscowości mieści się muzeum skansenowskie powstałe w 2003 roku z inicjatywy ówczesnego wójta gminy Siedliszcze Hieronima Zonika. Skansen mieści się przy ul. Szpitalnej. Muzeum prezentuje setki muzealiów.
W skład ekspozycji wchodzą:
- Drewniana plebania z XIX wieku
- Stodoła kryta strzechą z lat 20. XX wieku
- Studnia z żurawiem
- Kierat do napędzania maszyn rolniczych[19]

W Siedliszczu-Kolonii znajduje się XVIII-wieczny zespół dworski, obejmujący dwór i park.

## Sport
W mieście działa klub piłki nożnej, Spółdzielca Siedliszcze, grający w klasie okręgowej.

## Wspólnoty wyznaniowe

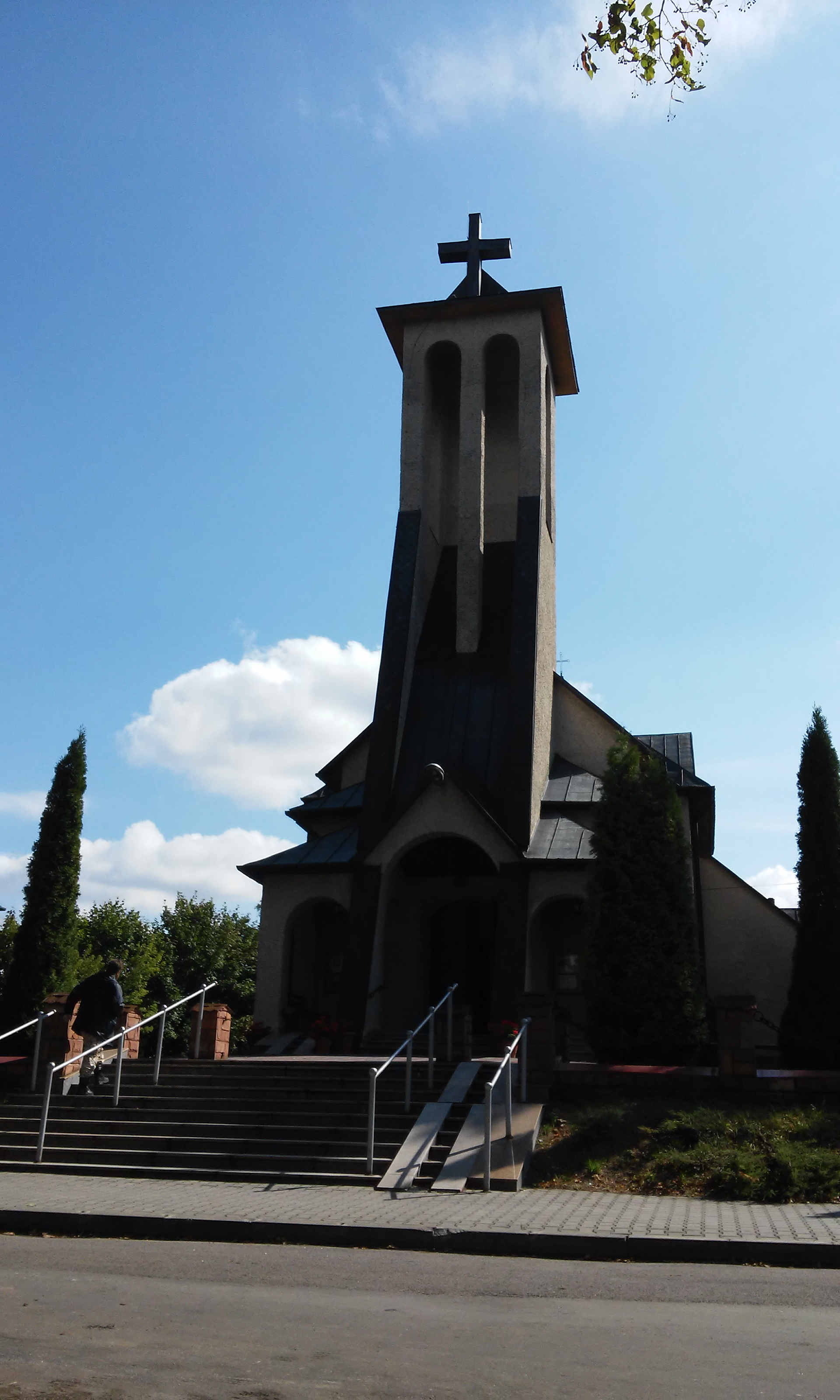
Kościół Matki Boskiej Częstochowskiej

### Kościół katolicki
Parafia:
- parafia Najświętszej Maryi Panny Częstochowskiej

### Kościół zielonoświątkowy
Zbór:
- zbór w Siedliszczu[20]

### Świadkowie Jehowy
Zbór:
- zbór w Siedliszczu[21]